# تيد ويلسون (لاعب كرة قدم أمريكية)
تيد ويلسون (بالإنجليزية: Ted Wilson)‏ هو لاعب كرة قدم أمريكية أمريكي، ولد في 14 يوليو 1964 في زيفيرهيلز في الولايات المتحدة.

## وصلات خارجية
- تيد ويلسون على موقع مرجع كرة القدم المحترفة.كوم (الإنجليزية)